# Helmut Thieltges

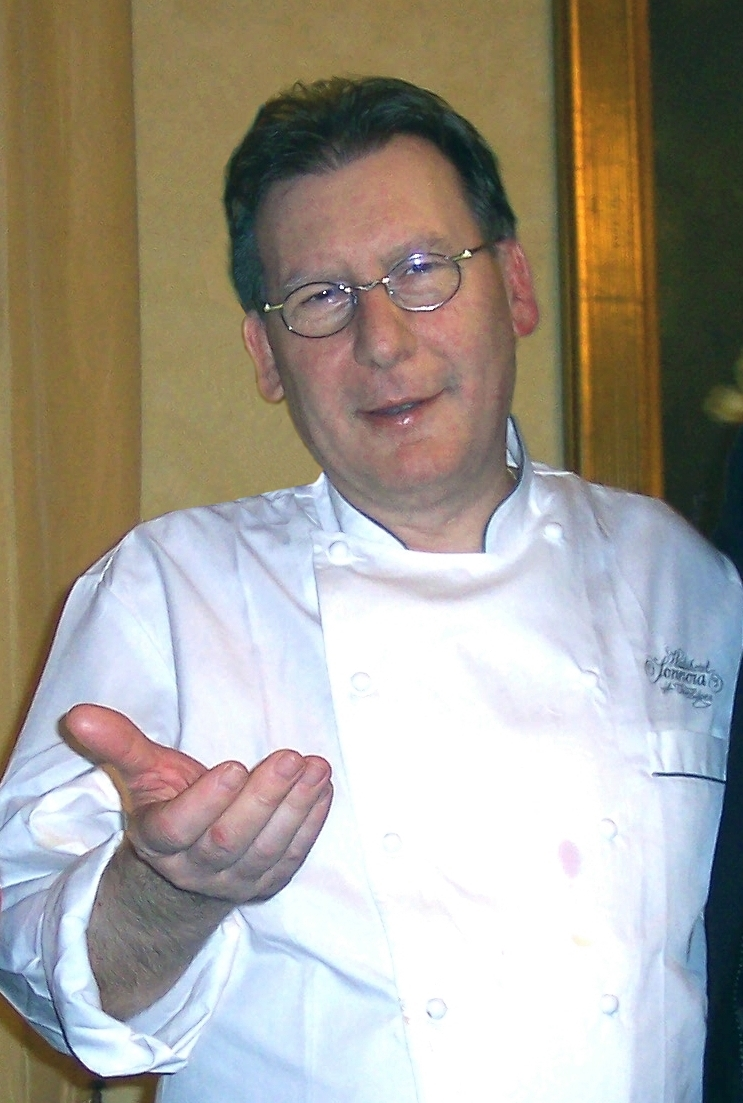
Helmut Thieltges (2003)

Helmut Thieltges (* 24. September 1955 in Dreis; † 26. Juli 2017) war ein deutscher Koch. Sein Restaurant Sonnora in Dreis wird seit 1999 vom Guide Michelin mit drei Sternen ausgezeichnet.

## Leben

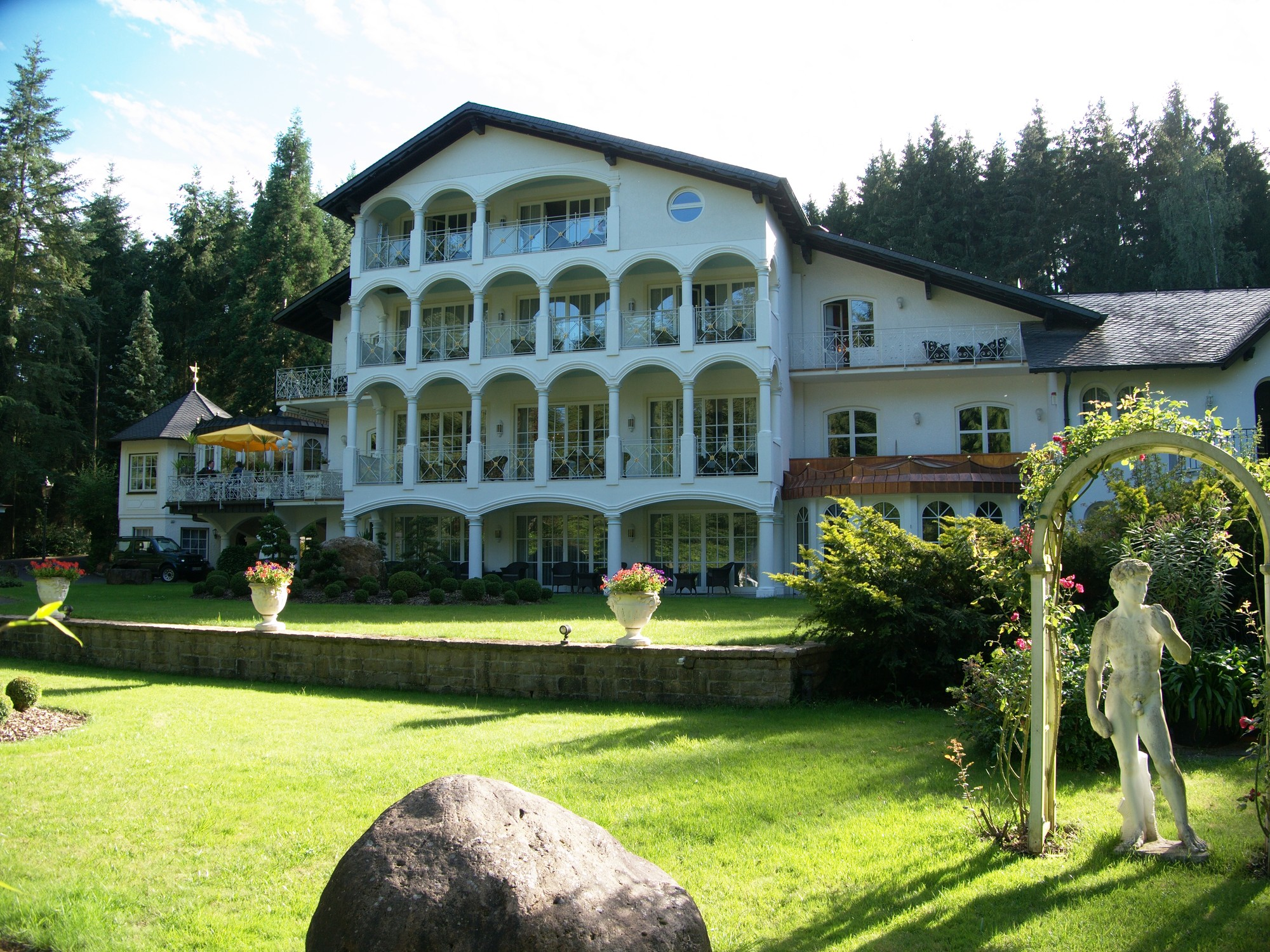
Waldhotel Sonnora, Gartenseite

Thieltges wurde 1955 als einziges Kind der Gastwirte Vinzenz und Maria Thieltges, die die Pension Elisabeth in Dreis führten, geboren. Nach seiner Lehrzeit im  Römischen Kaiser in Trier wechselte er 1973 ins Schlosshotel Pontresina bei St. Moritz, dann in den Breidenbacher Hof nach Düsseldorf und 1977 in das Restaurant Bastei in Köln. Ab 1978 kochte er im familieneigenen Waldhotel Sonnora, das sich am Rande von Dreis befindet.
Thieltges gab kaum Interviews, publizierte keine Kochbücher und wollte sich nur auf seine Arbeit konzentrieren. Gleichwohl konnte er sich neben deutschen Gästen auch des Zuspruchs von Gästen aus Belgien, Luxemburg und Frankreich erfreuen. Anfangs begann er mit dem normalen Programm eines Speiserestaurants, heute wird seine Küche wegen der „Maßstäbe setzenden Präzision“ gerühmt.
Über seine Kochkunst sagte er: 

„Klassik ist die wahre Kunst. Das ist die Basis von allem. Modern kann sich jeder nennen, der mit Gewalt was anderes machen will.“

Helmut Thieltges starb im Juli 2017 im Alter von 61 Jahren nach kurzer schwerer Krankheit. Sein Nachfolger als Küchenchef wurde Clemens Rambichler (* 1988), der seit 2011 zum Team gehört. Thieltges hinterlässt seine Frau Ulrike und einen Sohn. Das Paar hatte sich im Restaurant kennengelernt, wo sie als Restaurantleiterin tätig ist.

## Auszeichnungen

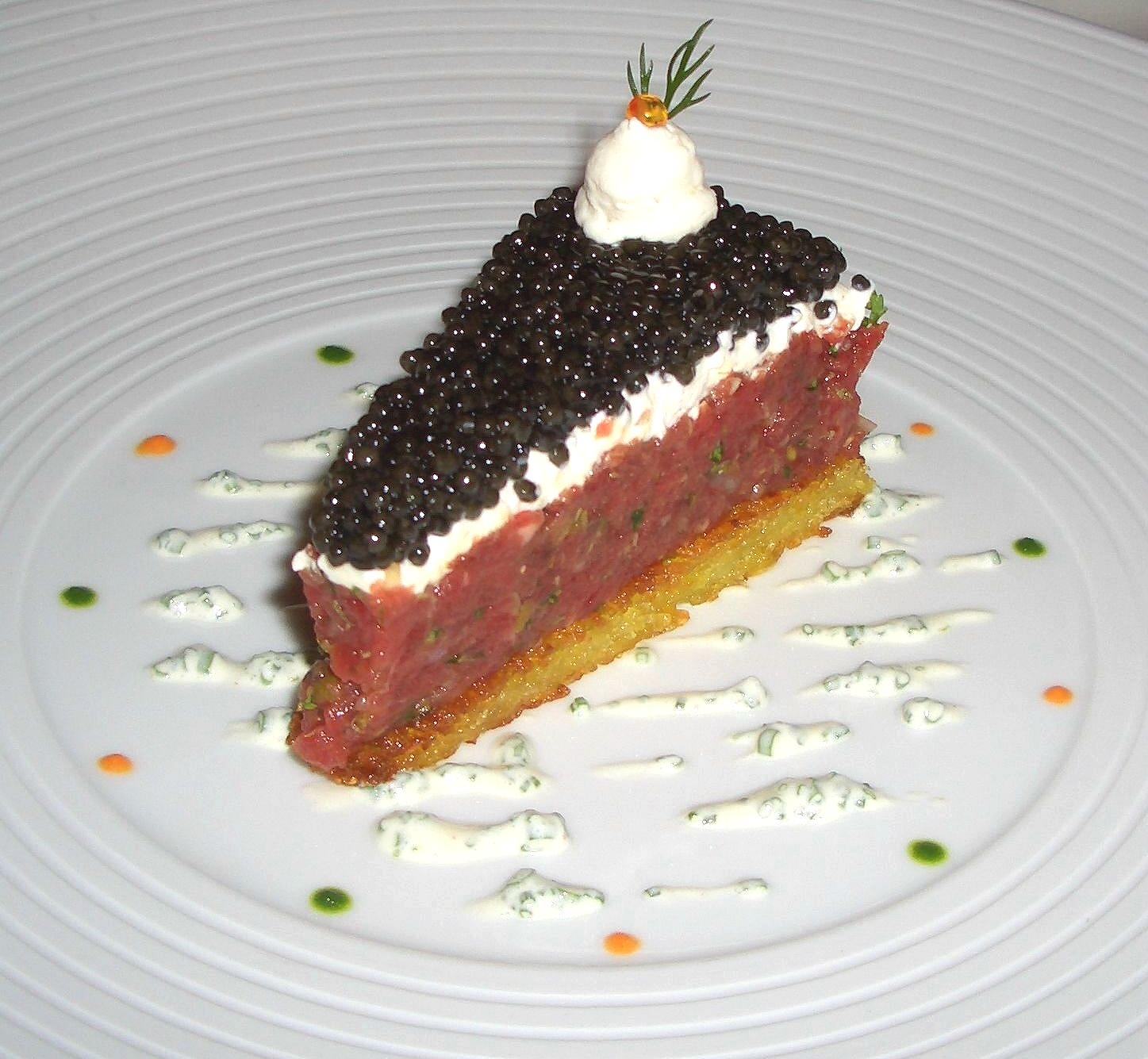
Der Klassiker von Thieltges: Torte vom Rinderfilet-Tatar mit Imperial-Kaviar

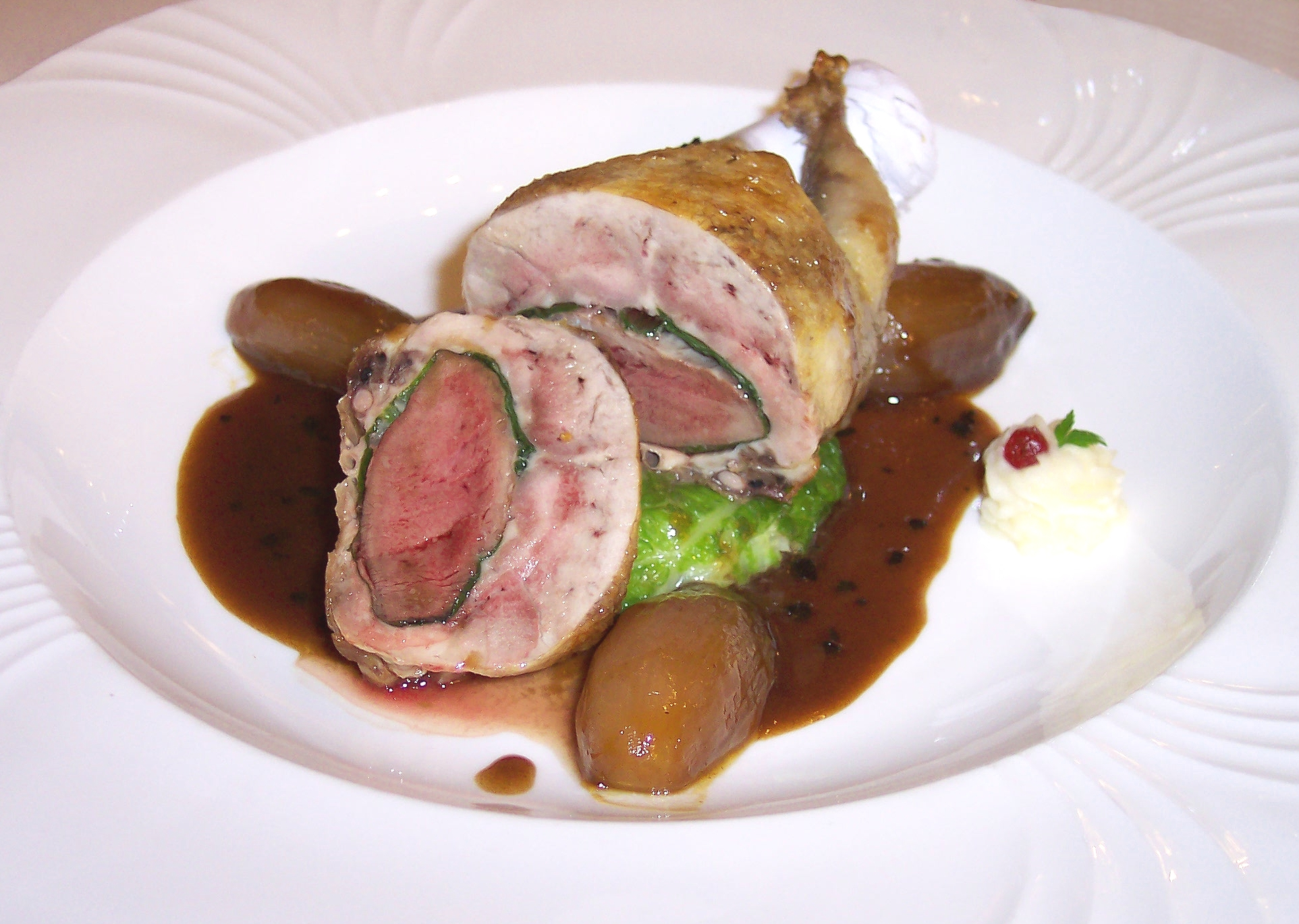
Wachtelgalantine mit Taubenbrust

1982 verlieh der Guide Michelin dem Restaurant Sonnora den ersten Stern, 1991 folgte der zweite Stern, und seit 1999 wird das Lokal regelmäßig mit drei Sternen bewertet. Der Gault-Millau zeichnete Thieltges 1998 als „Koch des Jahres“ aus und bewertete das Restaurant Sonnora mit vier Hauben und der am höchsten vergebenen Punktzahl (19,5/20 Punkten). Die Zeitschrift Der Feinschmecker bewertete das Restaurant mit 5 von 5 F, auch der Schlemmer Atlas vergab die Höchstnote (5 Kochlöffel).

## Filme
- Wurstplatte und drei Sterne. Dokumentarfilm, Deutschland, 2000, 30 Min., Buch und Regie: Stefan Quante, Produktion: WDR, Reihe: Die kulinarische Reportage.[6]
- Spitzenköche aus Rheinland-Pfalz. Helmut Thieltges. Dokumentarfilm, Deutschland, 2013, 6:41 Min., Buch und Regie: Ansgar Zender, Produktion: SWR, Reihe: Bekannt im Land, Erstsendung: 28. Juli 2013 bei SWR Fernsehen RP, Inhaltsangabe von ARD, online-Video von SWR.